# Roman Sjoechevytsj

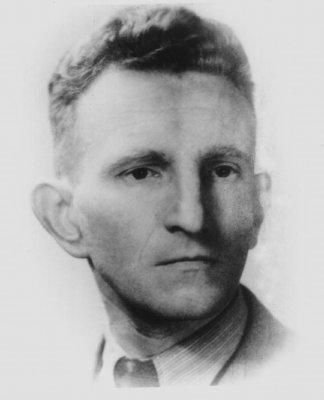
Roman Sjoechevytsj in 1944

Roman-Taras Josypovytsj Sjoechevytsj (Oekraïens: Рома́н-Тарас Йо́сипович Шухе́вич, ook bekend onder zijn pseudoniemen Toer en Taras Tsjoeprynka (Krakovets, 30 juni 1907 - Lviv, 5 maart 1950) was een Oekraïense nationalist en militair leider van het nationalistische Oekraïense Opstandelingenleger (OePA), dat tijdens de Tweede Wereldoorlog tegen de Sovjet-Unie en in mindere mate tegen nazi-Duitsland vocht voor de Oekraïense onafhankelijkheid. Hij werkte van februari 1941 tot december 1942 samen met de Duitsers: als bevelvoerend officier van het Nachtigall-bataljon begin 1941 en als Hauptmann van het Duitse hulppolitie bataljon Schutzmannschaft 201 eind 1941 en 1942. 
Sjoechevytsj was een van de aanstichters van de massamoorden op tienduizenden Poolse burgers in Galicië en Wolynië.  

## Leven
Sjoechevytsj werd waarschijnlijk geboren in Krakovets in het  koninkrijk Galicië en Lodomerië in de dubbelmonarchie Oostenrijk-Hongarije, volgens andere bronnen echter in Lemberg, de huidige stad Lviv. Zijn beide ouders waren betrokken bij de Oekraïense nationale heropleving in de 19e eeuw. De familie omvatte tientallen actieve gemeenschapsactivisten in de politiek, muziek, wetenschap en kunst. Sjoechevytsj ontving zijn vroege opleiding buiten de, na de Eerste Wereldoorlog deel van de Tweede Poolse Republiek en nu Lwów geheten, stad. Hij keerde terug naar Lwów om te studeren aan het Academisch Gymnasium van Lwów en woonde bij zijn grootvader, de etnograaf Volodymyr Sjoechevytsj. Zijn politieke vorming werd beïnvloed door Jevhen Konovalets, de commandant van de Oekraïense Militaire Organisatie, die van 1921 tot 1922 een kamer huurde in het huis van Konovalets. 

### Onderwijs
In oktober 1926 ging Sjoechevytsj naar het Politechnisch Instituut van Lwów (Politechnika Lwowska) om civiele techniek te studeren. In juli 1934 voltooide hij zijn studie met een ingenieursdiploma in de specialiteit verkeersbruggen. Op dat moment stond hij bekend om zijn atletische vaardigheden, waarvoor hij talloze prijzen won. Hij was ook een ervaren muzikant en voltooide samen met zijn broer Joery studies piano en zang aan het Lysenko-muziekinstituut. Hij zong af en toe solo met zijn broer in de opera van Lwów. Tijdens zijn tijd op het gymnasium werd Sjoechevytsj een actief lid van de Oekraïense scoutingorganisatie Plast. Hij was lid van de Lisovi Tsjorty ("Bosduivels"). Hij organiseerde Plast-groepen en richtte in 1927 de "Tsjornomortsi-koerin" ("Zwarte Zee-Kozakken") op.
Van 1928 tot 1929 vervulde Sjoechevytsj zijn militaire dienst in het Poolse leger. Als tertiair student werd hij automatisch naar een officiersopleiding gestuurd. Hij werd echter als onbetrouwbaar beschouwd en vervulde in plaats daarvan zijn militaire dienst als soldaat bij de artillerie in Wolynië. 

### Oekraïense militaire organisatie

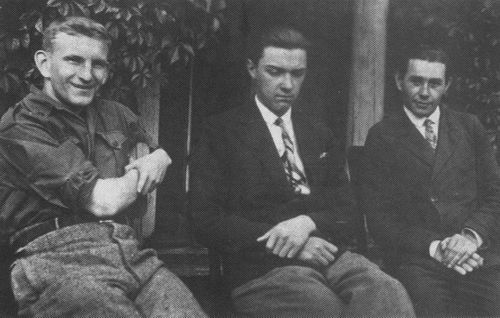
Sjoechevytsj (links) in de Tweede Poolse Republiek in 1930

In 1925 sloot Sjoechevytsj zich aan bij de Oekraïense Militaire Organisatie (OeVO). In 1926 gaf het regionale team van de OeVO Sjoechevytsj de opdracht om de hoofdschoolinspecteur van Lwów, Stanisław Sobiński, beschuldigd van het "poloniseren" van het Oekraïense onderwijssysteem, te vermoorden. Roman Sjoechevytsj en Bohdan Pidhajny voerden de moord uit op 19 oktober 1926. In 1928-1929 diende Sjoechevytsj zijn militaire dienst in het Poolse leger als artillerist. 
In februari 1929 werd in Wenen de Organisatie van Oekraïense Nationalisten (OOeN) opgericht. Sjoechevytsj werd onder de naam "Dzvin" ("Bel") een vertegenwoordiger van de Oekraïense uitvoerende macht. 
Sjoechevytsj was een leider tijdens een golf van aanvallen op Poolse eigendommen en woningen in Galicië in 1930, bedoeld om de Poolse autoriteiten tot vergelding uit te lokken en de Oekraïense samenleving te radicaliseren. De Poolse regering nam wraak met een proces van "pacificatie", waardoor het anti-Poolse sentiment werd versterkt en het Oekraïense nationalisme toenam. Sjoechevytsj plande en nam ook deel aan terroristische activiteiten en moordaanslagen. Deze omvatten:
- de coördinatie van een reeks "onteigeningen" uit Poolse overheidsgebouwen om de voortdurende opstand in de strijd om de Oekraïense nationale eenheid te financieren, dat wil zeggen bankovervallen en aanvallen op postkantoren of transporten
- de moord op Tadeusz Hołówko op 1 september 1931, een gematigde Poolse politicus, die pleitte voor culturele autonomie voor Oekraïners; zijn moord veroorzaakte een schok en werd door beide samenlevingen veroordeeld
- de moord op 22 maart 1932 op politiecommissaris Czechowski
- de mislukte moordpoging op de Sovjetconsul in Lwów als protest tegen de Holodomor in Centraal-Oekraïne; in plaats daarvan vermoordde Mykola Lemyk per ongeluk de speciale afgezant van de NKVD, Aleksej Majov
- de aanval van 30 november 1932 op het postkantoor in Gródek Jagielloński met directe deelname van Sjoechevytsj, waarbij een aantal burgers omkwam

Sjoechevytsj ontwikkelde samen met Stepan Bandera, Stepan Lenkavsky, Jaroslav Stetsko, Jaroslav Staroech en anderen een concept van "permanente revolutie". Volgens hun manifest kon het Oekraïense volk, uitgebuit door bezetters, alleen vrijheid verkrijgen door voortdurende aanvallen op de vijand. Als gevolg hiervan nam de OOeN de taak op zich om zich voor te bereiden op een geheel Oekraïense opstand. Sjoechevytsj propageerde het idee dat de revolutie een compromisloos conflict was om de vijand permanent te verslaan.
Sjoechevytsj nam actief deel aan de ontwikkeling van een concept met betrekking tot de vorming van een Oekraïens leger. Er bestonden destijds twee tegengestelde argumenten. De eerste stelde voor een leger van Oekraïense emigranten te vormen; de tweede pleitte voor het rekruteren van een nationaal leger in West-Oekraïne, georganiseerd door Oekraïners. 

### Gevangenisstraf
Na de moord door de OOeN op de Poolse minister van Binnenlandse Zaken Bronisław Pieracki op 15 juni 1934, werd Sjoechevytsj op 18 juli gearresteerd en naar de Bereza Kartuska-gevangenis gestuurd. In december 1934 werd hij vrijgesproken en vrijgelaten wegens gebrek aan belastend bewijsmateriaal. 
Vanaf 19 januari 1935 werd Sjoechevytsj vanwege zijn lidmaatschap van het regionale  OOeN bestuur opgesloten in de Brygitki-gevangenis in Lwów. De advocaat in het proces was zijn oom Stepan Sjoechevytsj. Sjoechevytsj werd veroordeeld tot drie jaar gevangenisstraf; Vanwege een amnestie in 1935 werd hij echter vrijgelaten, nadat hij een half jaar in de Bereza Kartuska en twee jaar in een andere gevangenis had doorgebracht. 
Tijdens het proces in Warschau tegen de OOeN (18 november 1935 - 13 januari 1936) werd Sjoechevytsj als getuige opgeroepen. Sjoechevytsj hield zich aan zijn recht om Oekraïens te spreken, waarvoor hij een boete van 200 złoty kreeg. Nadat hij de rechtbank had begroet met de oproep "Glorie aan Oekraïne", werd Sjoechevytsj opnieuw geïnterneerd. 
Tijdens het Lwów-proces tegen de OOeN (25 mei - 27 juni 1936) werd Sjoechevytsj beschuldigd van verraad en lidmaatschap van de antiregeringsorganisatie OOeN en veroordeeld tot drie jaar gevangenisstraf. Hij werd op 27 januari 1937 tijdens een amnestie vrijgelaten. 
Na zijn vrijlating in 1937 richtte Sjoechevytsj een reclamecoöperatie op genaamd "Fama", die een dekmantel werd voor de activiteiten van de OOeN. Al snel werden er verkooppunten opgezet in Galicië, Wolynië en op de rest van Pools grondgebied. De werknemers van het bedrijf waren lid van de OOeN, vaak onlangs vrijgelaten politieke gevangenen. Het bedrijf was zeer succesvol en had afdelingen die met de pers en film werkten, boekjes publiceerden, posters drukten, mineraalwater verkochten en adreslijsten opstelden. Het opende ook een eigen transportafdeling. 

### Karpato-Roethenië
In november 1938 kreeg Karpato-Roethenië autonomie binnen de Tsjechoslowaakse staat. Sjoechevytsj organiseerde financiële steun voor de regering van de jonge republiek en stuurde OOeN-leden om de Karpatische Sitsj op te richten. In december 1938 stak hij illegaal de grens van Polen naar Tsjechoslowakije over en reisde naar de Roetheense stad Choest. Daar, met de hulp van lokale OOeN-leden en Duitse inlichtingendiensten, richtte hij het algemene hoofdkwartier op voor de strijd tegen de Tsjechoslowaakse centrale regering.
Bovendien besloot de OOeN in januari 1939 de autonome regering, die hen te pro-Tsjechoslowaaks leek, omver te werpen. Een poging tot staatsgreep vond plaats in de nacht van 13 op 14 maart, in verband met de uitroeping van de onafhankelijkheid van de Eerste Slowaakse Republiek, beheerd door Duitsland. Met hulp van sympathisanten onder de politie verkregen de opstandelingen onder leiding van Sjoechevytsj de wapens van de gendarmerie, maar hun aanvallen op garnizoenen van het Tsjechoslowaakse leger mislukten. Alleen al in Choest werden 11 OOeN-strijders gedood en 51 gevangengenomen. Echter, na de oprichting van de Slowaakse vazalstaat op 14 maart en de Duitse bezetting van Tsjecho-Slowakije op 15 maart, werd Karpato-Roethenië onmiddellijk binnengevallen en geannexeerd door Hongarije. Sjoechevytsj nam actief deel aan de gewapende confrontatie met de Hongaarse strijdkrachten en kwam hierbij bijna om het leven.
Nadat de bezetting van Karpato-Roethenië door Hongarije was beëindigd, reisde Sjoechevytsj door Roemenië en Joegoslavië naar Oostenrijk, waar hij overlegde met OOeN-commandanten, nieuwe bevelen kreeg en naar Danzig werd gestuurd om subversieve activiteiten uit te voeren. 

## Tweede Wereldoorlog
De Duitsers en de Sovjets ondertekenden in augustus 1939 het Molotov-Ribbentrop-pacten in september vielen Duitsland en de USSR Polen binnen, waardoor de Tweede Wereldoorlog begon en nieuwe uitdagingen en kansen ontstonden voor de Oekraïense nationalistische beweging. In de herfst van 1939 verhuisde Sjoechevytsj met zijn gezin naar Krakau, waar hij optrad als contactpersoon voor het Oekraïense Nationalistische Commando onder leiding van Andriy Melnyk. Hij organiseerde het illegale transport van documenten en materiaal over de Sovjet-Duitse grens en verzamelde informatie over OOeN-activiteiten in Oekraïne.
De leiding van de Oekraïense nationalisten kon niet tot een gezamenlijk akkoord komen over de tactieken. Als gevolg hiervan splitste de organisatie in Krakau zich op 10 februari 1940 in twee facties: de ene onder leiding van Stepan Bandera en de andere onder Andriy Melnyk, respectievelijk bekend als OOeN-B en OOeN-M. Sjoechevytsj werd lid van het Revolutionaire Commando van de OOeN-B onder leiding van Bandera en nam de leiding over de sectie die zich bezighield met de gebieden die door de Oekraïners waren opgeëist en die na het Molotov-Ribbentrop-pact door Duitsland waren ingenomen (Podlachië, Chełm, Nadsanja en Lemkivsjtsjyna). 
Er werd een krachtig net gevormd voor de voorbereiding van ondergrondse activiteiten in Oekraïne en paramilitaire trainingen opgezet. Er werden militaire kaders voorbereid die het bevel zouden voeren over een toekomstig Oekraïens leger. Sjoechevytsj bereidde het Tweede Grote Congres van de OOeN voor, dat in april 1941 plaatsvond.

### Nachtigall-bataljon
Voorafgaand aan Operatie Barbarossa eind juni 1941 werkte de OOeN actief samen met Nazi-Duitsland. Volgens de Nationale Academie van Wetenschappen van Oekraïne en andere bronnen hield OOeN-B-leider Stepan Bandera bijeenkomsten met de hoofden van de Duitse inlichtingendienst over de vorming van de "Nachtigall"- en "Roland"-bataljons. Op 25 februari 1941 keurde het hoofd van de Abwehr, Wilhelm Canaris, de oprichting van het "Oekraïense Legioen" onder Duits bevel goed. De eenheid zou 800 personen omvatten. Sjoechevytsj werd commandant van het Legioen van de OOeN-B-kant. De OOeN verwachtte dat de eenheid de kern van het toekomstige Oekraïense leger zou worden. In het voorjaar ontving de OOeN 2,5 miljoen mark voor subversieve activiteiten tegen de USSR. 
In het voorjaar van 1941 werd het legioen gereorganiseerd in drie eenheden. Een van de eenheden werd bekend als het Nachtigall-bataljon, een tweede werd het Roland-bataljon en een derde werd onmiddellijk naar de Sovjet-Unie gestuurd om de achterhoede van het Rode Leger te saboteren. Na een intensieve training reisde het bataljon op 18 juni naar Rzeszów en op 29 juni trok één compagnie Lviv binnen. De mars van de compagnie naar Lviv voerde hen door Radymno, nabij Sjoechevytsj's geboorteplaats. Bij aankomst in Lviv vond Sjoechevytsj naar verluidt het lichaam van zijn broer onder de slachtoffers van de bloedbaden onder NKVD-gevangenen, gepleegd door de Sovjet-bezetters. 
In Lviv werd op de avond van 20 juni de Wet voor de oprichting van de Oekraïense staat afgekondigd. De Duitse regering steunde deze daad echter niet. De eerste compagnie van de eenheid bleef slechts zeven dagen in Lviv, terwijl de rest van de eenheid zich later voegde tijdens hun oostwaartse mars richting Zolotsjiv, Ternopil en Vinnytsja. 
Er wordt geschat dat in juni-juli 1941 meer dan 4.000 Joden werden vermoord tijdens pogroms in Lviv en andere steden in West-Oekraïne. Er bestaat controverse over de mate van deelname van het Nachtigall-bataljon en Roman Sjoechevytsj aan deze wreedheden, evenals aan het bloedbad onder professoren in Lviv. Volgens Bernard Wasserstein behoorden leden van het Nachtigall-bataljon tot degenen die deelnamen aan de pogroms van Lviv tegen de Joodse bevolking. Volgens Per Anders Rudling was het Nachtigall-bataljon als georganiseerde formatie niet rechtstreeks betrokken bij de pogrom in Lviv. Overlevenden observeerden Oekraïners in Wehrmacht-uniformen die deelnamen aan de pogroms, maar het blijft onduidelijk welke rol het bataljon speelde. Niettemin blijkt uit gegevens dat het Nachtigall-bataljon vervolgens in juli 1941 deelnam aan massale schietpartijen op Joden nabij Vinnytsja. Tijdens de mars naar drie dorpen in de regio Vinnytsja werden Joden gezegd massaal te zijn neergeschoten. 
De Duitse weigering om de OOeN-B's proclamatie van de Oekraïense onafhankelijkheid op 30 juni in Lviv te aanvaarden leidde tot een verandering van de richting van het Nachtigall-bataljon. Als gevolg hiervan werd Sjoechevytsj samen met het bataljon teruggeroepen naar Duitsland. 

### Schutzmannschaftbataljon 201

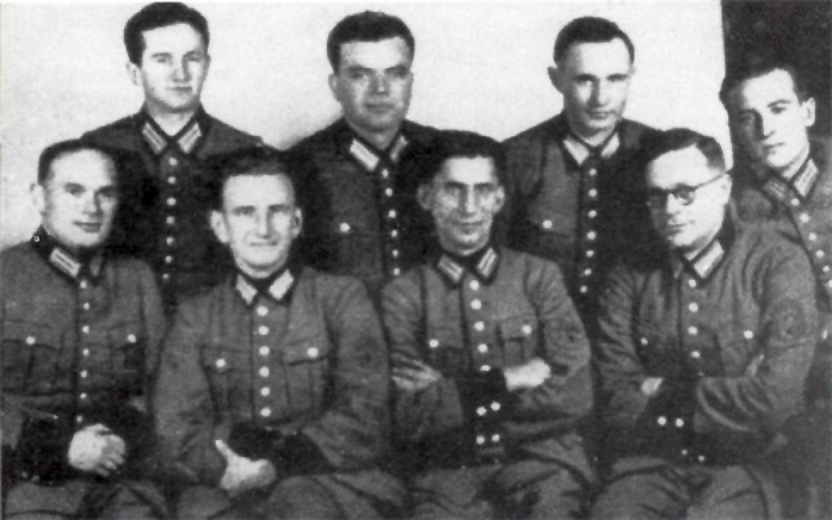
leiders van Schutzmannschaft-Battalion 201, met Roman Sjoechevytsj (zittend, tweede van links) in 1942

In november 1941 werd het Oekraïense personeel van de Nachtigall- en Roland-bataljons gereorganiseerd in het Schutzmannschaft-Battalion 201. Dit telde 650 personen die individuele contracten kregen, waarbij de strijders nog een jaar moesten dienen. 
De titels van Sjoechevytsj waren die van Hauptmann van de eerste compagnie en plaatsvervangend commandant van het bataljon, dat onder bevel stond van Jevhen Pobihoesjtsjyi. 
Op 19 maart 1942 arriveerde het bataljon in Wit-Rusland, waar het diende in de driehoek tussen Mogilev, Vitebsk en Lepel. Toen het contract na een jaar afliep, weigerden alle Oekraïense soldaten hun diensten te verlengen. Begin januari 1943 werd het bataljon naar Lviv gestuurd en daar ontbonden. De voormalige leden vormden de kern van de veiligheidsdienst van de OOen-B. Het andere deel sloot zich aan bij het Schutzmannschaft-Battalion 57, keerde terug naar Wit-Rusland en bleef vechten met de partizanen en burgers. Sjoechevytsj besloot zich bij de OOen-B aan te sluiten en kreeg al snel een leidende rol in de organisatie. 
De Pools-Duitse historicus Frank Golczewski van de Universiteit van Hamburg beschreef de activiteiten van het 201e Schutzmannschaft-bataljon in Wit-Rusland als "het bestrijden van partizanen en het doden van Joden". John Paul Himka, een specialist in de Oekraïense geschiedenis tijdens de Tweede Wereldoorlog, merkte op dat hoewel eenheden zoals het 201ste Bataljon routinematig werden ingezet om partizanen te bestrijden en Joden te vermoorden, niemand de specifieke activiteiten van het 201ste Bataljon vanuit dit perspectief heeft onderzocht. Er wordt beweerd dat door het bataljon tijdens zijn operatie in Wit-Rusland meer dan 2.000 Sovjet-partizanen werden gedood. 
Op 1 december 1942, na het aflopen van hun contract, weigerden de leden van het bataljon het af te kondigen. Als gevolg hiervan werden de manschappen van het 201ste Bataljon in hechtenis genomen en verplaatst naar Lviv. Het Duitse commando stelde iedereen die in het bataljon had gezeten voor om zich in Lublin te verzamelen om een nieuwe eenheid te vormen, maar geen van de Oekraïners meldde zich aan en zeer weinigen rapporteerden aan Lublin. Sommigen werden gearresteerd en in de gevangenis in de Lonsky-straat geplaatst, terwijl Sjoechevytsj ontsnapte en onderdook. 

### Oekraïens opstandelingenleger

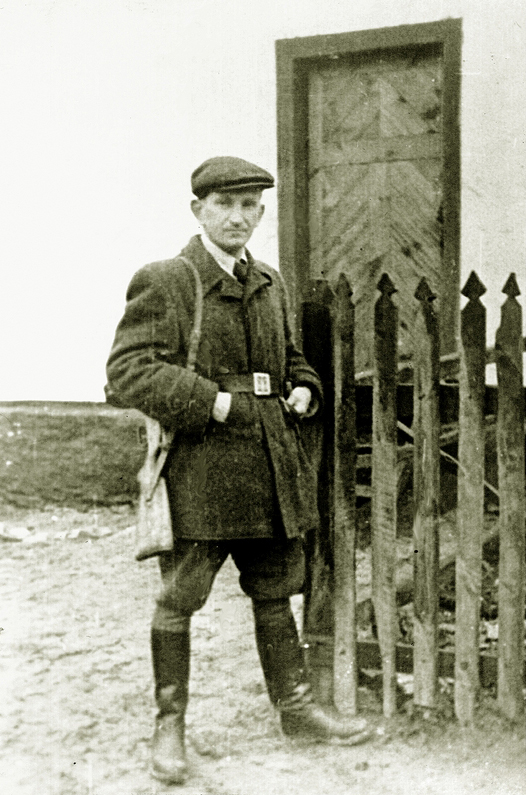
Sjoechevytsj in oktober 1943

Nadat hij eind 1942 uit Duitse hechtenis was ontsnapt, leidde Sjoechevytsj opnieuw de militaire afdeling van de OOeN. In mei werd hij lid van de leiding van de OOeN en na verloop van tijd het hoofd. In augustus 1943 werd hij op het derde speciale congres van de OOeN gekozen tot hoofd van de directie van de OOeN en tot opperbevelhebber van het Oekraïense opstandelingenleger, bekend als OePA. 
De OePA werd vergezeld door verschillende mensen uit de Kaukasus en Centraal-Azië die in Duitse formaties hadden gevochten. De opkomst van niet-Oekraïners in het Oekraïense opstandelingenleger gaf een impuls aan de speciale conferentie voor gevangen naties van Europa en Azië, die van 21 tot 22 november 1943 in Boederazj plaatsvond, niet ver van Rivne. Op de agenda stond onder meer de vorming van een verenigd plan voor de aanval op de bezettingsmacht. Na de conferentie reisde hij van Wolynië naar Galicië met de Belg Albert Hasenbroekx en correspondent Petro Doezjyj.
Tijdens de periode van de Duitse bezetting bracht Sjoechevytsj het grootste deel van zijn tijd door met vechten in de bossen. Vanaf augustus 1944, na de annexatie van Oekraïne door het Sovjetleger, woonde hij in verschillende dorpen in West-Oekraïne. Om alle Oekraïense nationale krachten te verenigen om voor de Oekraïense onafhankelijkheid te vechten, organiseerde Sjoechevytsj een bijeenkomst tussen alle Oekraïense politieke partijen. Als gevolg hiervan werd de Oekraïense Hoge Bevrijdingsraad (OeHVR) gevormd.

### Moordpartijen op Polen

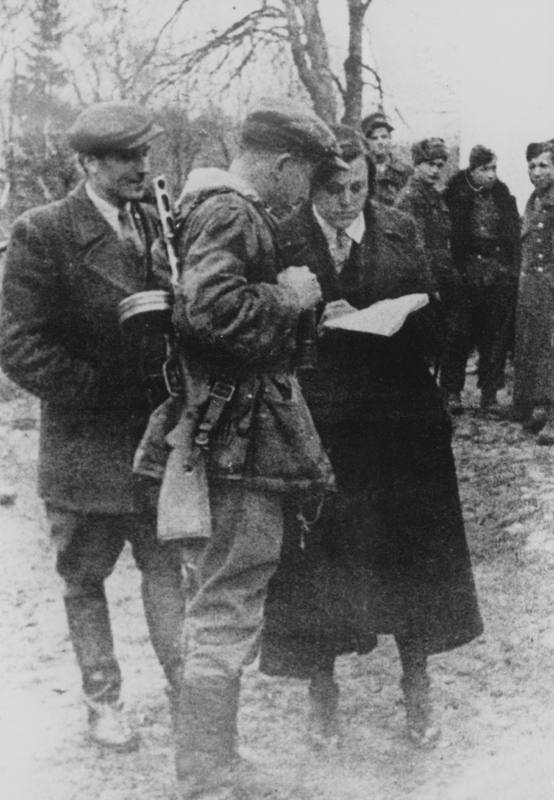
Sjoechevytsj, Dmytro Hrytsai en Kateryna Mesjko in Boetsjatsj, 1943, kort voor de massamoorden op Polen in Wolynië en Oost-Galicië.

In het voorjaar van 1943 lanceerde de OePA van de OOeN-B een moord- en verdrijvingscampagne tegen de Poolse bevolking van Wolynië en begin 1944 tegen de Polen in Oost-Galicië. Dit werd gedaan in afwachting van een nieuw Pools-Oekraïens conflict over de betwiste gebieden, die in 1923 internationaal werden erkend als onderdeel van Polen. 
De Poolse regering in ballingschap wilde de oostelijke Poolse grenzen voorbij de Curzonlijn herstellen, een doel dat ook werd gesteund door beloften van de westerse geallieerden. De OOeN beschouwde Galicië en Wolynië als etnisch Oekraïens grondgebied dat zou moeten worden opgenomen in een toekomstige herstelde Oekraïense republiek. 
Er wordt geschat dat tot 100.000 Polen tijdens het conflict door de Oekraïense nationalisten zijn gedood en dat nog eens 300.000 Polen op de vlucht zijn geslagen als gevolg van de etnische zuiveringen. Omgekeerd resulteerden de moorden op Oekraïners door Polen in tussen de 10.000 en 12.000 doden in Wolynië, Oost-Galicië en het huidige Poolse grondgebied. Volgens de historicus Per Anders Rudling van de Universiteit van Alberta voerde Sjoechevytsj het bevel over de OePA sinds de zomer van 1943, toen tienduizenden Polen werden afgeslacht. Rudling betoogde dat de Oekraïense diaspora en Oekraïense academici sinds het begin van de jaren vijftig een witgewassen versie van het leven van Sjoechevytsj hebben vervaardigd, waarin zijn rol in de massamoorden op Polen en andere oorlogsmisdaden "wordt genegeerd, verdoezeld of ronduit ontkend". 

## Dood

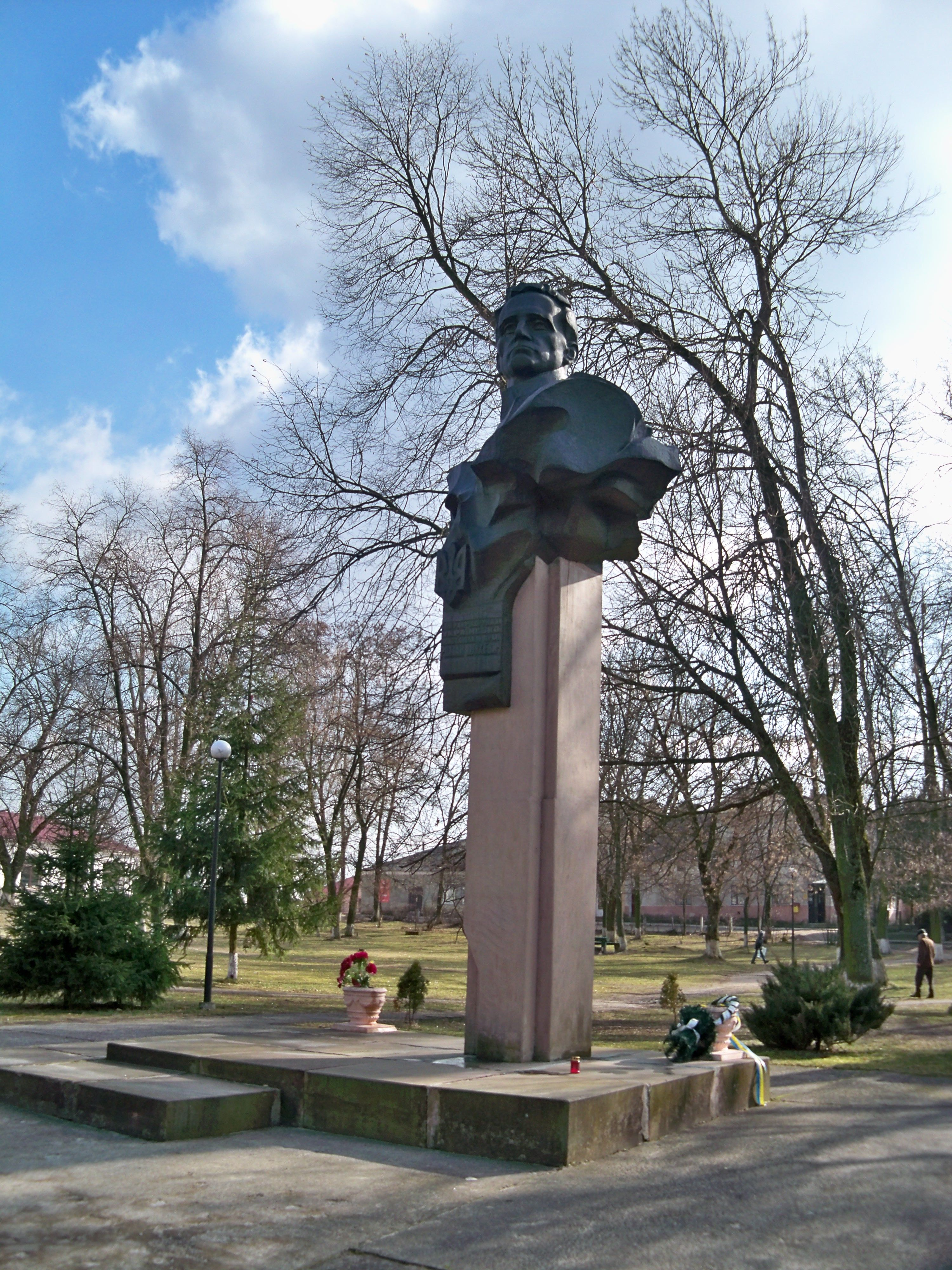
Monument voor Sjoechevytsj in Krakovets, Oekraïne, 2016

Sjoechevytsj kwam vermoedelijk om het leven op 5 maart 1950, toen hij 42 was, door zichzelf neer te schieten tijdens zijn arrestatie door agenten van de MGB (Ministerie van Staatsveiligheid) in een gewapend gevecht met een operationele groep van de MGB die zijn schuilplaats in het dorp Bilohor sjtsja (tegenwoordig onderdeel van de stad Lviv) aanviel. Zijn verblijfplaats werd omringd door zo'n 700 soldaten van de interne troepen. In een vuurgevecht kwam majoor Rovenko samen met Sjoechevytsj om. Sjoechevytsj werd als leider van OePA opgevolgd door Vasyl Koek.
Na identificatie werd het lichaam van Sjoechevytsj gecremeerd en de overblijfselen ervan in het geheim begraven. Volgens de memoires van de NKVD-officieren werd het lichaam van Sjoechevytsj uit het westelijke deel van Oekraïne vervoerd, verbrand en de as verstrooid. Dit gebeurde op de linkeroever van de Zbroetsj. De onverbrande overblijfselen werden in de Zbroetsj gegooid, waar in 2003 een stenen herdenkingskruis werd opgericht.

## Familie
De Sovjetautoriteiten vervolgden alle leden van de familie Sjoechevytsj. Roman's broer Joeri kwam om in de Bryhidka-gevangenis in Lviv, vlak voor de Duitse bezetting van de stad. Zijn moeder Jevhenia en zijn vrouw, Natalia Berezynska, werden verbannen naar Siberië. Zijn vader Josef-Zinovy Vladimirovitsj Sjoechevytsj werd ook verbannen. Hij stierf kort na aankomst in de gevangenis.
Zijn zoon Joeri Sjoechevytsj en dochter Maryka werden in een weeshuis geplaatst. In september 1972 werd Joeri veroordeeld tot tien jaar kampgevangenis en nog eens vijf jaar ballingschap, nadat hij twintig jaar in Sovjetkampen had doorgebracht. Gedurende die tijd verloor hij zijn gezichtsvermogen.

## Nalatenschap
Hoewel men het erover eens is dat Sjoechevytsj een radicale nationalist was die vocht voor de onafhankelijkheid van Oekraïne, zijn de meningen van de historici over zijn nalatenschap gepolariseerd. Zoals Per Anders Rudling schrijft: "De critici van Sjoechevytsj schilderen hem af als een oorlogsmisdadiger; zijn bewonderaars zien deze episode over het hoofd of beschouwen zijn samenwerking met Nazi-Duitsland als onproblematisch"; "Voor sommigen een vrijheidsstrijder en martelaar voor Oekraïne, voor anderen een Nazi-collaborateur". Zoals Rudling opmerkt, zou een historicus de verheerlijking van Sjoechevytsj in twijfel moeten trekken zonder de ideologie van de organisaties die Sjoechevytsj leidde, te legitimeren. Rudling karakteriseert de verheerlijking van Sjoechevytsj als Oekraïense nationalistische propaganda met behulp van Sovjet-propagandatechnieken. 
Na zijn dood ontving Sjoechevytsj het Gouden Kruis van Gevechtsverdienste eerste klasse en het Kruis van Verdienste in goud, respectievelijk de hoogste en op een na hoogste onderscheiding van de OePA. 
Op 23 oktober 2001 bouwde het Historisch Museum van Lviv het huis waarin Sjoechevytsj werd vermoord om tot een herdenkingsmuseum. In de Oekraïense film Neskoreny ("De Onverslagenen") werd Sjoechevytsj gespeeld door de Oekraïens-Canadese acteur Hryhoriy Hladiy.
In 2007 werden ter ere van zijn 100ste geboortedag postzegels en munten geslagen.
In juni 2017 doopte de gemeenteraad van Kiev de Generaal Vatoetin-laan om tot Roman Sjoechevytsj-laan. Nikolaj Vatoetin was een militaire commandant van de Sovjet-Unie tijdens de Tweede Wereldoorlog, die door het Oekraïense opstandelingenleger van Sjoechevytsj werd gedood. Eveneens in juni 2017 hield de stad Lviv een festival ter ere van Sjoechevytsj, genaamd "Sjoechevytsjfest"; Eduard Dolinsky, de directeur van het Oekraïense Joodse Comité, veroordeelde de gebeurtenis, terwijl Volodymyr Vyatrovytsj, de directeur van het Oekraïense Instituut voor Nationale Herinnering, Sjoechevytsj omschreef als een "eminente persoonlijkheid". 
Op 5 maart 2021 noemde de gemeenteraad van Ternopil het grootste stadion in de stad Ternopil naar Roman Sjoechevytsj, als het Ternopil stedelijk stadion Roman Sjoechevytsj. Op 16 maart 2021 keurde de Oblastraad van Lviv eveneens de hernoeming van hun grootste stadion goed, naar Sjoechevytsj en Stepan Bandera, de voormalige leider van de Organisatie van Oekraïense Nationalisten (OOeN). 
Op 1 januari 2024, op de 115e geboortedag van Stepan Bandera, werd het aan Sjoechevytsj gewijde museum in Lviv door Russische troepen gebombardeerd en platgebrand. Burgemeester Andriy Sadovy van Lviv typeerde de aanval op het museum als symbolisch en zei dat het museum zou worden gerestaureerd. 

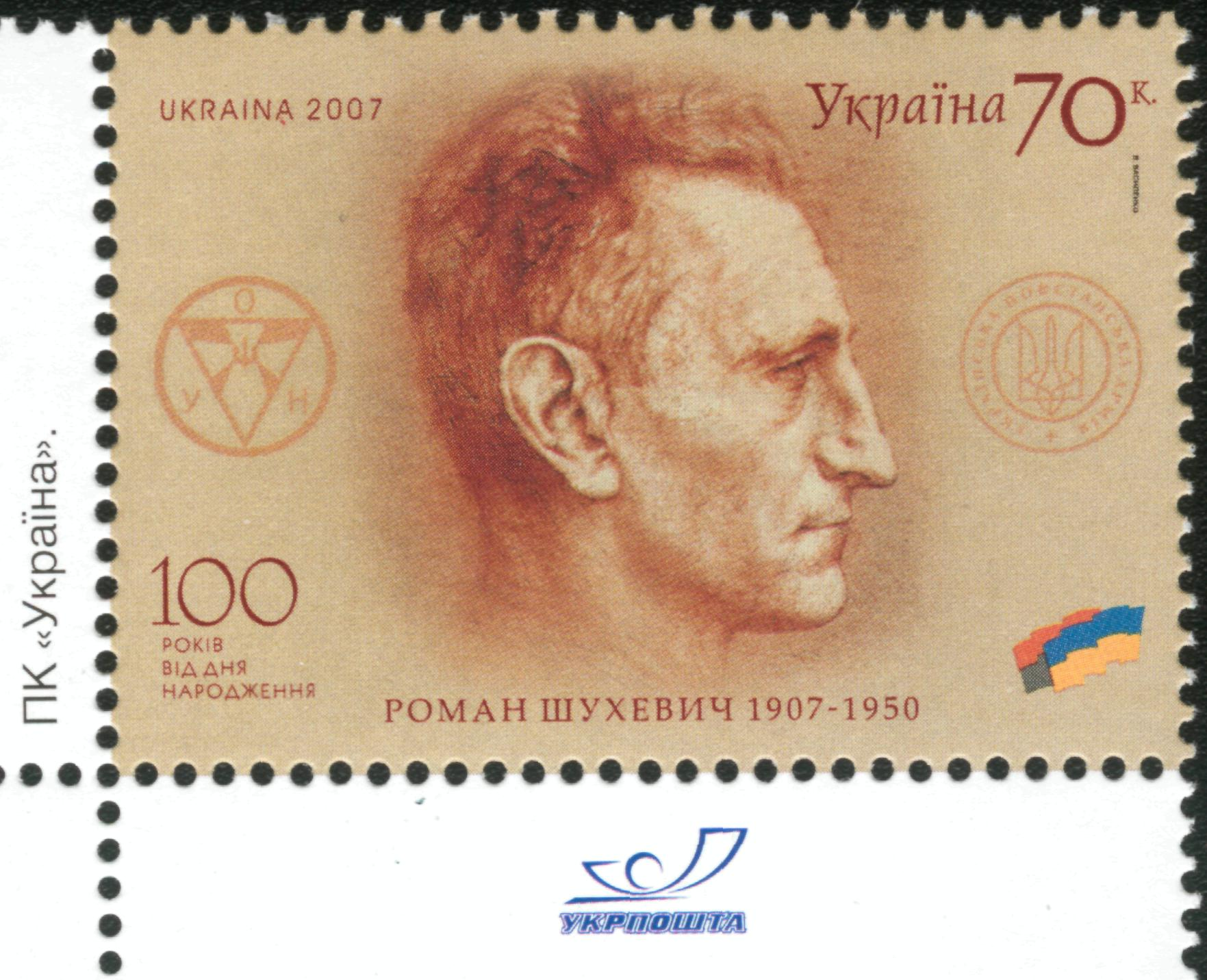
Oekraïense postzegel ter ere van Sjoechevytsj ter gelegenheid van zijn 100ste geboortedag (2007)
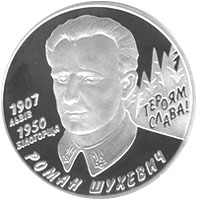
Oekraïense herdenkingsmunt met afbeelding van Sjoechevytsj (2008)

### Held van Oekraïne-onderscheiding
Roman Sjoechevytsj kreeg op 12 oktober 2007 postuum de titel Held van Oekraïne van president Viktor Joesjtsjenko. Op 12 februari 2009 oordeelde een administratieve rechtbank in de oblast Donetsk dat het presidentiële decreet waarbij de titel werd toegekend legaal was, nadat een advocaat had beweerd dat zijn rechten als staatsburger waren geschonden, omdat Sjoechevytsj nooit een staatsburger van Oekraïne was. 
President Viktor Janoekovytsj verklaarde op 5 maart 2010 dat hij een besluit zou nemen om de decreten ter ere van de titel van Helden van Oekraïne van Sjoechevytsj en mede-nationalist Stepan Bandera vóór de volgende Dag van de Overwinning in te trekken. Hoewel de decreten van Held van Oekraïne niet voorzien in de mogelijkheid dat een decreet over de toekenning van deze titel nietig kan worden verklaard, verklaarde het Administratief Hof van Beroep van Donetsk op 21 april 2010 het decreet van de voormalige president Viktor Joesjtsjenko om aan Roman Sjoechevytsj de titel Held van Oekraïne toe te kennen onwettig. De rechtbank oordeelde dat de voormalige president niet het recht had deze titel aan Sjoechevytsj te verlenen, omdat Sjoechevytsj in 1950 was overleden en hij daarom (na 1991) niet op het grondgebied van het onafhankelijke Oekraïne had gewoond. Bijgevolg was Sjoechevytsj geen Oekraïens staatsburger en kon deze titel niet aan hem worden toegekend. Op 12 augustus 2010 wees het Hoge Administratieve Hof van Oekraïne rechtszaken af om vier decreten van Janoekovytsj over het toekennen van de titel Held van Oekraïne aan Sovjet-soldaten onwettig te verklaren en deze in te trekken. De indiener van deze rechtszaak verklaarde dat ze gebaseerd waren op dezelfde argumenten die werden gebruikt door het Administratief Hof van Beroep van Donetsk, dat op 21 april voldeed aan een beroep dat Roman Sjoechevytsj de titel Held van Oekraïne ontnam, aangezien Sjoechevytsj geen staatsburger van Oekraïne was. De titel werd echter niet ingetrokken, in afwachting van een beroep bij het Administratieve Hooggerechtshof van Oekraïne, dat op 17 februari 2011 alle eerdere rechterlijke beslissingen vernietigde. Het Administratieve Hooggerechtshof van Oekraïne oordeelde in augustus 2011 dat de titel Held van Oekraïne van Sjoechevytsj illegaal was. Op 1 september 2011 tekende voormalig president Joestsjenko beroep aan bij het Hooggerechtshof van Oekraïne met het verzoek de uitspraak van het Administratieve Hooggerechtshof van Oekraïne in te trekken. 
- Biblioteca Nacional de España: XX5273777
- Gemeinsame Normdatei: 119538695
- International Standard Name Identifier: 0000 0001 1050 8500
- Library of Congress Control Number: n93064452
- Nationale Bibliotheek van Tsjechië: js20020805496
- Nationale Bibliotheek van Israël: 987007445756005171
- Nederlandse Thesaurus van Auteursnamen: 308109724
- SNAC: w67j5nf3
- Système universitaire de documentation: 114314543
- Virtual International Authority File: 31209949
- WorldCat: E39PBJmxQCjFQV3GDtq4pDdRKd